# Grand Prix Maďarska 1998
Grand Prix Maďarska 1998 (XIV Magyar Nagydíj) dvanáctý závod 49. ročníku mistrovství světa jezdců Formule 1 a 41. ročníku poháru konstruktérů, historicky již 626. grand prix, se uskutečnila na okruhu Hungaroring.

## Výsledky

### Kvalifikace
| Pořadí | Číslo | Pilot                 | Konstruktér           | Čas      | Odstup |
| ------ | ----- | --------------------- | --------------------- | -------- | ------ |
| 1      | 8     | Mika Häkkinen         | McLaren - Mercedes    | 1:16.973 |        |
| 2      | 7     | David Coulthard       | McLaren - Mercedes    | 1:17.131 | +0.158 |
| 3      | 3     | Michael Schumacher    | Ferrari               | 1:17.366 | +0.395 |
| 4      | 9     | Damon Hill            | Jordan - Mugen-Honda  | 1:18.214 | +1.241 |
| 5      | 4     | Eddie Irvine          | Ferrari               | 1:18.325 | +1.352 |
| 6      | 1     | Jacques Villeneuve    | Williams - Mecachrome | 1:18.337 | +1.364 |
| 7      | 2     | Heinz-Harald Frentzen | Williams - Mecachrome | 1:19.029 | +2.056 |
| 8      | 5     | Giancarlo Fisichella  | Benetton - Playlife   | 1:19.050 | +2.077 |
| 9      | 6     | Alexander Wurz        | Benetton - Playlife   | 1:19.063 | +2.090 |
| 10     | 10    | Ralf Schumacher       | Jordan - Mugen-Honda  | 1:19.171 | +2.198 |
| 11     | 14    | Jean Alesi            | Sauber - Petronas     | 1:19.210 | +2.247 |
| 12     | 16    | Pedro Diniz           | Arrows                | 1:19.706 | +2.733 |
| 13     | 17    | Mika Salo             | Arrows                | 1:19.712 | +2.739 |
| 14     | 18    | Rubens Barrichello    | Stewart - Ford        | 1:19.876 | +2.903 |
| 15     | 15    | Johnny Herbert        | Sauber - Petronas     | 1:19.878 | +2.905 |
| 16     | 12    | Jarno Trulli          | Prost - Peugeot       | 1:20.042 | +3.069 |
| 17     | 19    | Jos Verstappen        | Stewart - Ford        | 1:20.198 | +3.225 |
| 18     | 21    | Toranosuke Takagi     | Tyrrell - Ford        | 1:20.354 | +3.381 |
| 19     | 22    | Šindži Nakano         | Minardi - Ford        | 1:20.635 | +3.662 |
| 20     | 11    | Olivier Panis         | Prost - Peugeot       | 1:20.663 | +3.690 |
| 21     | 23    | Esteban Tuero         | Minardi - Ford        | 1:21.725 | +4.752 |
| 22     | 20    | Ricardo Rosset        | Tyrrell - Ford        | 1:23.140 | +5.167 |

### Závod
| Pořadí | Číslo | Jezdec                | Konstruktér         | Kola | Čas/odstoupení | Start | Body |
| ------ | ----- | --------------------- | ------------------- | ---- | -------------- | ----- | ---- |
| 1      | 3     | Michael Schumacher    | Ferrari             | 77   | 1:45:26.4      | 3     | 10   |
| 2      | 7     | David Coulthard       | McLaren-Mercedes    | 77   | +9.433         | 2     | 6    |
| 3      | 1     | Jacques Villeneuve    | Williams-Mecachrome | 77   | +44.444        | 6     | 4    |
| 4      | 9     | Damon Hill            | Jordan-Mugen-Honda  | 77   | +55.076        | 4     | 3    |
| 5      | 2     | Heinz-Harald Frentzen | Williams-Mecachrome | 77   | +56.51         | 7     | 2    |
| 6      | 8     | Mika Häkkinen         | McLaren-Mercedes    | 76   | +1 kolo        | 1     | 1    |
| 7      | 14    | Jean Alesi            | Sauber-Petronas     | 76   | +1 kolo        | 11    |      |
| 8      | 5     | Giancarlo Fisichella  | Benetton-Playlife   | 76   | +1 kolo        | 8     |      |
| 9      | 10    | Ralf Schumacher       | Jordan-Mugen-Honda  | 76   | +1 kolo        | 10    |      |
| 10     | 15    | Johnny Herbert        | Sauber-Petronas     | 76   | +1 kolo        | 15    |      |
| 11     | 16    | Pedro Diniz           | Arrows              | 74   | +3 kola        | 12    |      |
| 12     | 11    | Olivier Panis         | Prost-Peugeot       | 74   | +3 kola        | 20    |      |
| 13     | 19    | Jos Verstappen        | Stewart-Ford        | 74   | +3 kola        | 17    |      |
| 14     | 21    | Toranosuke Takagi     | Tyrrell-Ford        | 74   | +3 kola        | 18    |      |
| 15     | 22    | Šindži Nakano         | Minardi-Ford        | 74   | +3 kola        | 19    |      |
| 16     | 6     | Alexander Wurz        | Benetton-Playlife   | 69   | Gearbox        | 9     |      |
| Ret    | 18    | Rubens Barrichello    | Stewart-Ford        | 54   | Převodovka     | 14    |      |
| Ret    | 12    | Jarno Trulli          | Prost-Peugeot       | 28   | Motor          | 16    |      |
| Ret    | 17    | Mika Salo             | Arrows              | 18   | Převodovka     | 13    |      |
| Ret    | 4     | Eddie Irvine          | Ferrari             | 13   | Převodovka     | 5     |      |
| Ret    | 23    | Esteban Tuero         | Minardi-Ford        | 13   | Motor          | 21    |      |

## Průběžné pořadí šampionátu
Pohár jezdců
| Pořadí | Jezdec             | Body |
| ------ | ------------------ | ---- |
| 1      | Mika Häkkinen      | 77   |
| 2      | Michael Schumacher | 70   |
| 3      | David Coulthard    | 48   |
| 4      | Eddie Irvine       | 32   |
| 5      | Jacques Villeneuve | 20   |

Pohár konstruktérů
| Pořadí | Tým                 | Body |
| ------ | ------------------- | ---- |
| 1      | McLaren-Mercedes    | 125  |
| 2      | Ferrari             | 102  |
| 3      | Benetton-Playlife   | 32   |
| 4      | Williams-Mecachrome | 30   |
| 5      | Jordan-Mugen-Honda  | 10   |